# 伊科諾米 (密蘇里州)
伊科諾米（英語：Economy），舊稱維也納（Vienna），是位於美國密蘇里州梅肯縣的非建制地區。

## 歷史
伊科諾米的郵局（名為維也納）於1854年設立，1856年更名，其後於1906年停運。

## 地理
伊科諾米所處的海拔為高於海平面269米（即883英呎），而該地所採用的時區為UTC-6，即北美中部時區（CST）。同時該地設有夏令時間，為UTC-6調快一小時，即UTC-5（CDT）。